# Notpron
Notpron è un rompicapo online creato nel 2004 dallo sviluppatore tedesco David Münnich.

## Livelli
Notpron è un rompicapo composto da 140 livelli. Ogni livello consiste in una pagina web contenente indizi, ad esempio nell'immagine principale, nel titolo, nell'URL o nel sorgente HTML. Per superare un livello e quindi accedere al successivo solitamente si devono inserire un nome utente e una password oppure modificare direttamente l'URL nella barra degli indirizzi del browser. L'autore stesso invita il giocatore a servirsi della barra di ricerca inserita nel gioco (a patto di non cercare direttamente le soluzioni) e qualsiasi programma offline possa aiutare a risolvere il rompicapo.

## Storia
Lo sviluppatore del gioco, David Münnich, ha raccontato essere stato ispirato da un altro gioco online durante notte del 2004, quando aveva 22 anni. Il sito in questione, un rompicapo online che si chiamava "This is Not Porn" creato da Kristian Boruff nel 2003, ha ispirato anche il nome di Notpron: pron è infatti un refuso della parola porn. Inoltre molti livelli nascondono easter egg proprio su questo gioco di parole. Inizialmente Münnich sviluppò 5 livelli di gioco e, spinto dal gran numero di accessi al sito, decise di espanderlo gradualmente fino agli attuali 140 livelli. Durante un'intervista ha rivelato di non aver sviluppato tutti gli indovinelli da solo: con l'aumentare della popolarità del rompicapo, molti giocatori hanno iniziato a proporre nuovi livelli che in molti casi sono stati implementati. Dall'ottobre 2020 il sito ha contato oltre 20 milioni di giocatori, dei quali solo 100 hanno superato tutti i livelli.